# Shushtar
Shûshtar (persiska: شوشتر) är en antik befäst stad i provinsen Khuzestan i sydvästra Iran. Den ligger ungefär 92 km från Ahvaz, provinsens administrativa centrum. Befolkningen uppgick till 89 255 år 2005

## Historia
Det gamla namnet på Shushtar, som härstammar från akamenidiska tiden, var Šurkutir. Själva namnet, Shushtar, hör ihop med namnet på en annan antik stad, Susa (eller Shush, med Persiskt uttal) och betyder "större (eller bättre) än Shush."
Under den sasanidiska eran var staden en östad på floden Karun och utvecklades till att bli sommarhuvudstad. Floden kanaliserades för att forma en vallgrav runt staden, emedan broar och huvudgator till Shushtar byggdes i öster, väster och söder. Flera närliggande floder bidrog till utvecklingen av jordbruk; kultiveringen av sockerrör, huvudgrödan, som daterar sig till 226 f.Kr. Ett system av underjordiska kanaler kallade Ghanater, som kopplade samman floden med de privata reservoarerna till hus och byggnader, gav vatten för allmän användning och bevattning, såväl som att förvara och ge vatten under krigstider då huvudportarna stängdes. Spår av dessa ghanater kan ännu hittas i kryptorna till en del hus. Detta komplexa system av bevattning degenererade under 1800-talet, vilket följaktligen ledde till Shushtars nedgång som ett viktigt jordbrukscentrum till dess återvitaliseringsarbeten påbörjades under ledning av den sista kungen av Iran, Mohammad Reza Pahlavi, in 1973.
Då den sassanidiske Shah Shapour I besegrade Romarrikets kejsare Valerianus, gav han order att hålla romerska soldater till fånga för att bygga en vidsträckt bro och damm som sträckte sig över 550 meter, känd som Band-e Qaisar ("Caesars bro").
De antika fästningsmurarna förstördes i slutet av den Safavidiska eran.

## Folk och kultur
Likt andra persiska etniska grupper, upprätthöll folket i Shushtar, kallade Shushtaris, ett unikt kulturarv från antikens tider, och en persisk dialekt specifik för deras grupp.

## Shushtar New Town
1973, initierade Pahlavidynsatin arbeten med att revitalisera ekonomin i Shushtar, vilken hade stagnerat sedan vattenvägarnas förfall under 1800-talet, och att vidare utveckla jordbruksresurser i provinsen. Karun Agro-Industries Corporation byggde en satellitstad över floden från den gamla staden och gav den namnet Shushtar New Town. Huvudsyftet för detta var att ge anställda vid ett närliggande sockerrörsplantage bostäder, men också stimulera intresset för den gamla staden och ge fler bostäder nödvändiga för den industriella tillväxten i provinsen.